# Татаринцев, Владимир Михайлович
Владимир Михайлович Татаринцев (24.09.1941 — ?) — советский и российский физикохимик, доктор физико-математических наук, лауреат Ленинской премии. Член КПСС в 1970—1991 гг.
Родился в Ярославской области.
Окончил МХТИ.
Работал в ФИАН и в выделившемся из него в 1982 году Институте общей физики АН СССР (ИОФАН).
Доктор физико-математических наук.
Лауреат Ленинской премии 1980 года (в составе коллектива) — за создание и исследование нового класса монокристаллов — фианитов.
Жена (с 1965 г.) — Зоя Васильевна Миронова.
Сочинения:
- Александров В. И., Осико В. В., Татаринцев В. М. Синтез лазерных материалов из расплава методом прямого ВЧ-плавления в холодном контейнере // Отчет ФИАН, М., 1968. 3-51.
- Получение высокотемпературных материалов методом прямого высокочастотного плавления в холодном контейнере. В. И. Александров, В. В. Осико, А. М. Прохоров, В. М. Татаринцев. Успехи химии, 1978, 47, 385—427 (37 цитирований)
- Александров В. И., Осико В. В., Прохоров A.M., Татаринцев В. М. Новый метод получения тугоплавких монокристаллов и плавленых керамических материалов. // Вестник АН СССР, 1973, № 12, с. 29-39.
- Бузынин A.H., Лукьянов A.E., Осико B.B., Татаринцев В. М. Электрически активные дефекты кристаллов Si. // В кн.: Рост кристаллов, том 19, М.: Наука, 1991, с. 169—180.
- Бузынин А. Н., Заичко В. В., Осико В. В., Татаринцев В. М. Условия нарушения бездислокационного роста и стабильности расплавленной зоны при выращивании кристаллов кремния методом бестигельной зонной плавки // Кристаллография, 1989, т. 34, № 1, с. 208—214.
- V. I. Aleksandrov, V. V. Osiko, A. M. Prokhorov, V. M. Tatarintsev, «The Formation of High-temperature.Materials by Direct High-frequency Fusion in a Cold Container», Usp. Khim., 47:3 (1978), 385—427 ; Russian Chem. Reviews, 47:3 (1978), 213—237.